# Xenimpia informis
Xenimpia informis là một loài bướm đêm trong họ Geometridae.